# Gymnospermium odessanum
Gymnospermium odessanum är en berberisväxtart som först beskrevs av Dc., och fick sitt nu gällande namn av Takhtadzjan. Gymnospermium odessanum ingår i släktet Gymnospermium och familjen berberisväxter. Inga underarter finns listade i Catalogue of Life.